# Relationer mellan Namibia och Sverige
Relationer mellan Namibia och Sverige är de bilaterala relationerna mellan Namibia och Sverige. Namibia har en ambassad i Stockholm. Sverige hade en ambassad i Windhoek, som man dock stängde igen 2008. Sverige stödde starkt Sydvästafrikas befrielekamp. Från Namibias självständighet 1990 och fram till 2007 var Sverige en stor biståndsgivare för att utveckla Namibias offentliga sektor, men 2007 började stödet skäras ner.. Båda stater är medlemmar av FN.

## Tidiga kontakter
De starka banden mellan Namibia och Nordens länder kan delvis förklaras med stark Luthersk befolkning. Finländska missionärer bedrev proselytism i Ovamboland från 1870-talet och framåt. De ekonomiska banden till var dock sämre. Under 1970- och Under 80-talen nådde handeln med dåvarande Sydvästafrika aldrig högre än 0.003% av Sveriges totala utrikeshandel.
Kontakter mellan Sverige och SWANU började under det tidiga 1960-talet, då namibiska studenter från SWANU fick stipendier för att studera i Sverige. En nära relation skapades mellan SWANU-studenderna och Sveriges socialdemokratiska arbetareparti.

## Svenskt stöd till Sydvästafrika
Kontakterna mellan Sverige och SWAPO började efter internationella Sydvästafrikakonferensen 1966 i Oxford. Representanter från alla Sveriges riksdagspartier (utom Högerpartiet) deltog. Samma år startade två svenska dagstidningar, Aftonbladet och Arbetet, en insamlingskampanj för SWANU och SWAPO. Dessutom bildades National Union of South West African Students i Uppsala 1966, vilken organiserades gemensamt av SWANU och SWAPO.
1969 röstade Sveriges riksdag för officiellt stöd till SWAPO. 1971 startade SWAPO en representation i Sverige, för relationerna med de nordiska staterna, Västtyskland och Österrike.
SWAPO var enda sydvästafrikanska befrielserörelse att få officiellt svenskt bistånd. Sverige röstade 1973 dock inte för Förenta nationernas generalförsamlings som förklarade SWAPO som ensam legitim representant för Sydvästafrikas folk. I stället beskrev Sveriges regering under 1970-talet (både socialdemokrater och icke-socialister) SWAPO som befrielserörelsens ledande styrka.
Financielt stöd till SWAPO var först blygsamt, men ökade gradvis (även om det avbröts 1972-1973). 1976 var Sverige största SWAPO-biståndsgivare utanför socialistblocket. Finansiellt stöd till SWAPO ökade under Torbjörn Fälldins regeringstid (1976 uppgick Sveriges årliga bistånd till SWAPO till 5,9 miljoner SEK, 1979 22 miljoner). I februari 1977 förklarade Hifikepunye Pohamba att Sverige var antingen största eller näst största givare till SWAPO. Stöd till SWAPO från Sveriges civila samhällsliv, kyrkor och fackföreningar var också betydande.
Officiellt svenskt stöd till SWAPO var av civil natur. Dock stödde både socialdemokrater och icke-socialister SWAPO:s rätt att delta i väpnat motstånd mot Sydafrikas styrkor.